# Västeråsens sanatorium

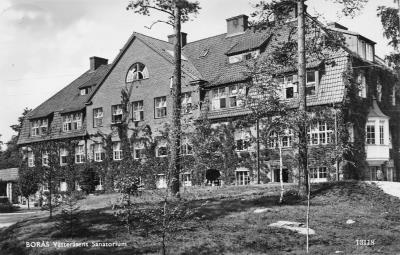
Västeråsens sanatorium

Västeråsens sanatorium, var ett sanatorium beläget cirka tre kilometer väster om Borås och verksamt från 1917 till 1977.
Sanatoriet tillhörde från början "Föreningen mot tuberkulos i Borås". År 1923 överlämnades sanatoriet till Borås stad medan driften övertogs av Älvsborgs läns landsting. Från 1933 övertog landstinget även äganderätten. Efter tillbyggnad 1936 uppgick platsantalet uppgick till 88, inklusive en barnavdelning om 10 platser. I sjukhuset fanns också en stor ligghall, som var avdelad med en skiljevägg i en mans- och en kvinnoavdelning. År 1977 flyttade den verksamhet som då kallades lungkliniken till Borås centrallasarett. Huvudbyggnaden revs strax därefter.
Byggnaden som ritades av arkitekten Ivar Tengbom, var byggd i tegel. En om- och tillbyggnad utfördes 1936 efter ritningar av arkitekt Axel Emanuel Kumlien.

## Överläkare
- Karl Mattisson (1917-1931)
- Erik Törnell (1931-1960)
- Stig-Börje Mattson (1960-1973)